# Life Cycles
Life Cycles è il secondo album in studio del gruppo musicale statunitense The Word Alive, pubblicato il 3 luglio 2012 dalla Fearless Records.
È il primo album della band realizzato senza il batterista Justin Salinas e il tastierista Dusty Riach, usciti dalla band all'inizio del 2012.

## Tracce
1. Dragon Spell – 4:09
2. Wishmaster – 3:47
3. Entirety – 4:07
4. For Your Health – 3:34
5. Bar Fight – 3:41
6. Life Cycles – 4:21
7. Evolution – 4:25
8. Hidden Lakes – 3:30
9. Ambitionary – 3:09
10. Live a Lie – 4:14
11. Belong – 4:07
12. Room 126 – 3:57
13. Astral Plane – 3:13

Traccia bonus nell'edizione Amazon
1. The Conscience – 4:02

Traccia bonus nell'edizione iTunes e giapponese
1. Smoke Monster – 3:51

## Formazione
The Word Alive
- Telle Smith – voce
- Zack Hansen – chitarra solista, tastiera, programmazione, voce secondaria
- Tony Pizzuti – chitarra ritmica, tastiera, programmazione, voce secondaria
- Nick Urlacher – basso

Altri musicisti
- Matt Horn – batteria, percussioni

Produzione
- Joey Sturgis – produzione, missaggio, mastering
- Allen Hessler – produzione parti vocali

## Classifiche
| Classifica (2012)         | Posizione massima |
| ------------------------- | ----------------- |
| Stati Uniti               | 50                |
| Stati Uniti (independent) | 7                 |
| Stati Uniti (rock)        | 20                |
| Stati Uniti (hard rock)   | 5                 |